# San José Kanán
Sac José Kanán es una hacienda y población del municipio de Izamal en el estado de Yucatán localizado en el sureste de México.

## Localización
Sac José Kanán se encuentra al 7.5 kilómetros del centro de Izamal camino a la población de Tekal de Venegas.

## Origen del nombre
El nombre (San José Kanán) hace referencia a José de Nazaret y kanán proviene del idioma maya.

## Infraestructura
Entre la infraestructura con la que cuenta:
- Una Hacienda.

## Galería

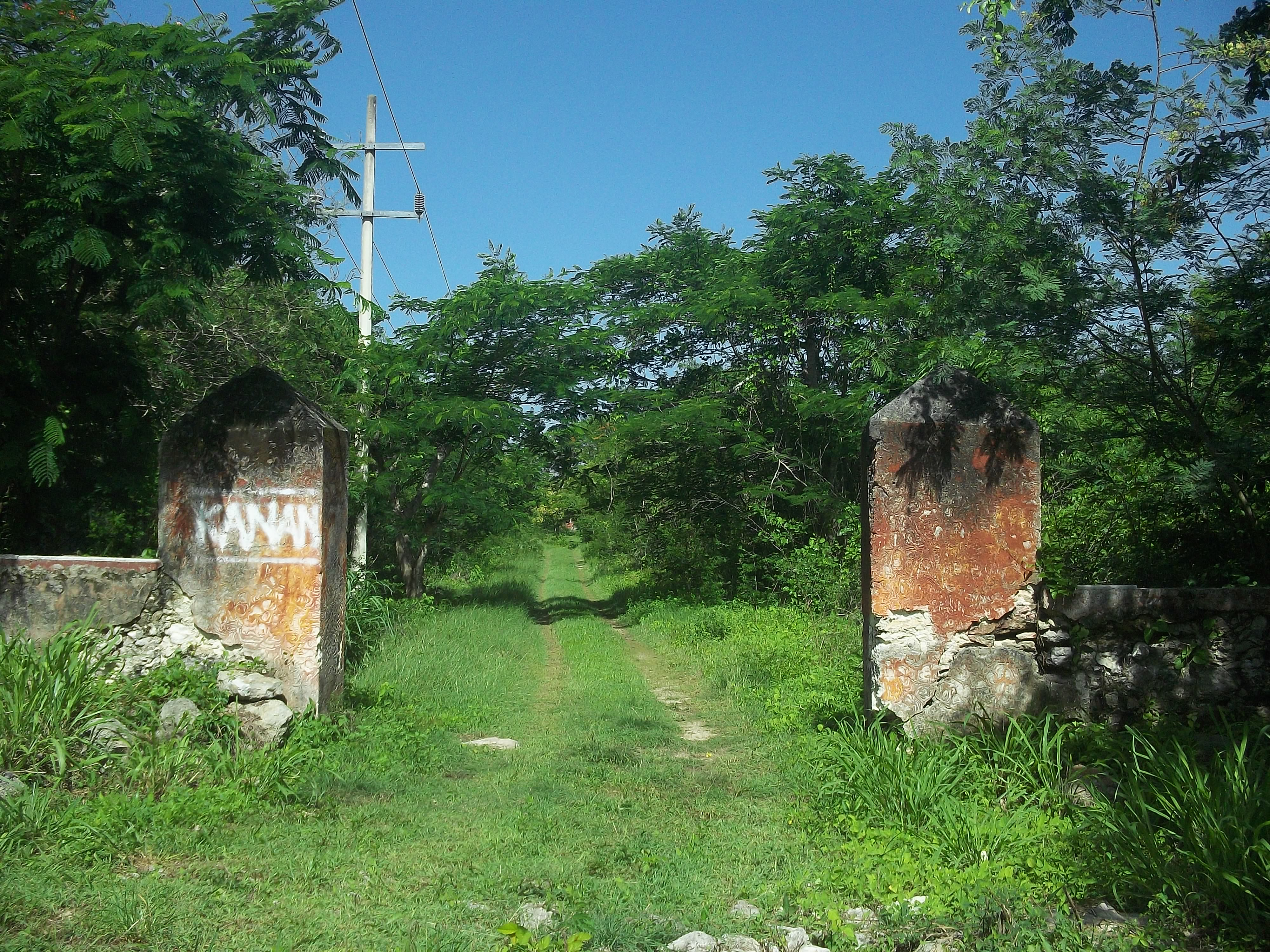
Entrada a San José Kanán.
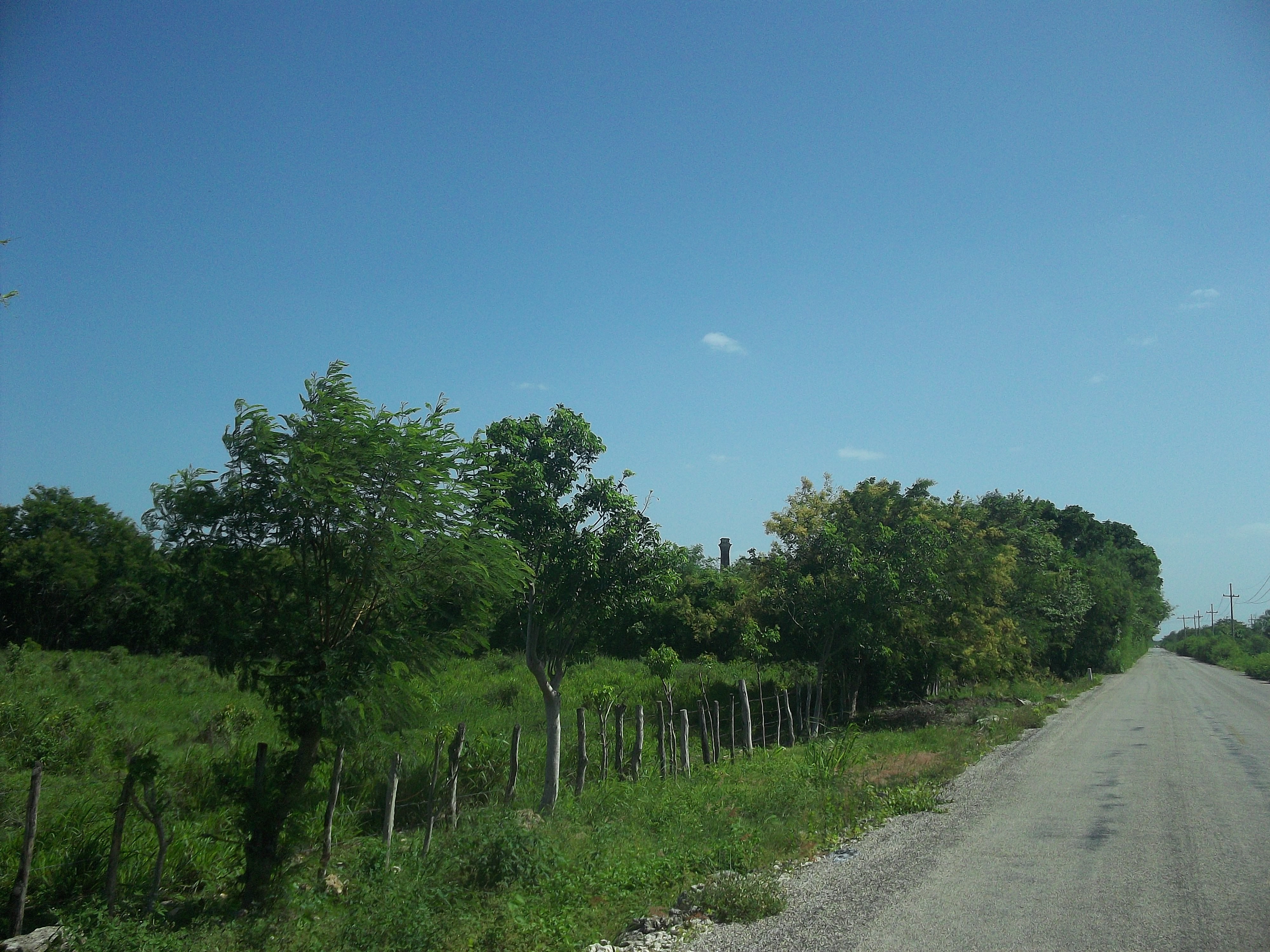
Vista de San José Kanán.